# (4712) Iwaizumi
(4712) Iwaizumi (1989 QE) – planetoida z pasa głównego asteroid okrążająca Słońce w ciągu 5,6 lat w średniej odległości 3,15 j.a. Odkryta 25 sierpnia 1989 roku.